# 2104
Cette page concerne l'année 2104  du calendrier grégorien.
L'année 2104 est une année bissextile qui commence un mardi.

## Autres calendriers
L’année 2104 du calendrier grégorien correspond aux dates suivantes :
- Calendrier hébraïque : 5864 / 5865 (le 1er tishri 5865 a lieu le 20 septembre 2104[1])
- Calendrier indien : 2025 / 2026 (le 1er chaitra 2026 a lieu le 21 mars 2104[1])
- Calendrier musulman : 1527 / 1528 (le 1er mouharram 1528 a lieu le 29 janvier 2104[1])
- Calendrier persan : 1482 / 1483 (le 1er farvardin 1483 a lieu le 21 mars 2104[1])
  - Jours juliens : 2 489 529,5 à 2 489 895,5[2],[1]